# Lake Shore (település)
Lake Shore az Amerikai Egyesült Államok északnyugati részén, Washington állam Clark megyéjében elhelyezkedő statisztikai település. A 2010. évi népszámlálási adatok alapján 6571 lakosa van.

## Népesség
A település népességének változása:
| Lakosok száma | 6670 | 6571 | 7056 |
|               | 2000 | 2010 | 2020 |